# John E. Pepper Jr.
John E. Pepper, Jr. atua como diretor executivo da National Underground Railroad Freedom Center. John Pepper também estabeleceu a posição de presidente do conselho da The Walt Disney Company em 1° de janeiro de 2007, sucedendo George J. Mitchell, largou o cargo em 2012, sendo substituído por Robert Iger.